# 弥生、三月-君を愛した30年-
『弥生、三月-君を愛した30年-』（やよい さんがつ きみをあいしたさんじゅうねん）は、2020年3月20日公開の日本映画。脚本・監督は遊川和彦、主演は波瑠と成田凌。
1986年（昭和61年）から2020年（令和2年）までの34年間の3月のある1日を舞台に昭和、平成、令和という3つの時代を跨ぎながら、2人の男女の半生を描く。2022年ミュージカル化。

## あらすじ
1986年3月、輸血が原因でHIV感染症にかかった親友のサクラを、持ち前の一本気から敢然とかばう弥生を見て、幼馴染の太郎は呆然としていた。太郎が好きなサクラに告白を勧める弥生。そんな3人の結びつきは長くは続かなかった。サクラは高校卒業を前に後天性免疫不全症候群で亡くなってしまう。進路を分かった弥生と太郎。それぞれの道で夢に向かって進むが、その前途はともに多難だった。弥生は父親の借金の返済のため望まない結婚を迫られる。太郎はプロサッカー選手になって結婚したが、子供を事故から庇ってサッカーができなくなってしまう。父親が望む結婚を拒み高校教師となった弥生は優しい歯科医と出会い結婚する。それでも二人の関係はどこかで絡みつくように交差する。そして二人が結ばれた日、弥生は東日本大震災で理解してくれていた夫を失う。弥生は亡くなった夫への罪悪感から太郎の前から姿を消した。9年後の2020年3月、太郎はサクラの父から、サクラが残した弥生と太郎へのメッセージを受け取る。

## キャスト
結城弥生
演 - 波瑠
誰から蔑まれようとも、自分の信じた道を歩んでいく強い意思を秘めた女性。
太郎のことを好いているが、親友のサクラのためにその思いを秘める。
1970年3月生まれ。
山田太郎
演 - 成田凌
弥生の幼なじみ。通称「サンタ」。
弥生のことを好いているが、その思いをずっと心に秘め続けている。持ち前の明るさで生涯に渡って弥生を支える。
1970年3月生まれ。
渡辺サクラ
演 - 杉咲花
弥生と太郎の親友。
若くして病死するが、弥生と太郎にあるメッセージを遺す。
あゆむ
演 - 岡田健史
太郎の息子。
幼い頃に出会った弥生の影響で教師を目指している。
白井卓磨
演 - 小澤征悦
弥生の配偶者で歯科医。
山田真里亜
演 - 黒木瞳
太郎の母。
何かと弥生と太郎の相談に乗っている。
冬樹
演 - 矢島健一
弥生の父。
弥生の母
演 - 奥貫薫
サクラの父
演 - 橋爪淳
太郎の妻
演 - 岡本玲
高校教員
演 - 夙川アトム

## スタッフ
- 脚本・監督：遊川和彦
- 音楽：平井真美子
- 製作：藤田浩幸、市川南
- 共同製作：小野田丈士、広田勝己、渡辺章仁、小野晴輝、中西一雄
- プロデューサー：福山亮一、臼井央、岸田一晃、三木和史
- ラインプロデューサー：武石宏登
- 撮影：佐光朗（J.S.C.）
- 照明：加瀬弘行
- 録音：林大輔
- 美術：禪洲幸久
- 編集：宮島竜治（J.S.E.）
- VFXスーパーバイザー：廣田隼也
- 装飾：髙橋光
- 衣裳：星野恵理
- ヘアメイク：大江一代
- スクリプター：八木美智子
- キャスティング：杉野剛
- 助監督：村上秀晃
- ラインプロデューサー：武石宏登
- 制作担当：高田聡、小川勝美
- 配給：東宝
- 制作プロダクション：ビデオプランニング
- 製作：「弥生、三月」製作委員会（電通、東宝、ホリ・エージェンシー、毎日新聞社、ビデオプランニング、ローソンエンタテインメント、トーハン、カルチュア・エンタテインメント）

## 受賞
- 第44回日本アカデミー賞 新人俳優賞（岡田健史、『望み』『ドクター・デスの遺産-BLACK FILE-』とあわせて）[4]

## ミュージカル
2022年4月21日から24日まで東京・サンシャイン劇場、2022年4月27日から28日まで京都劇場、2022年5月5日に名古屋市公会堂、2022年5月7日から5月8日まで大阪・サンケイホールブリーゼにてミュージカル化された。「2022 All About ミュージカル・アワード」で『ベストフレンズ』賞を受賞した。

### キャスト（ミュージカル）
- 山田太郎 - 林翔太
- 結城弥生 - 田村芽実
- 渡辺サクラ - 岡田奈々
- あゆむ - 神里優希
- kizuku
- 大倉杏菜

演奏
- ピアノ：安藤菜々子

### スタッフ（ミュージカル）
- 原作：遊川和彦
- テーマ曲：「初恋」（平井真美子）
- 脚本・作詞・演出：菅野こうめい
- 音楽：坂部剛
- 振付：藤林美沙
- 舞台美術：池宮城直美
- 照明：柏倉淳一
- 音響：戸田雄樹
- 映像：横山翼
- 衣裳：山下和美
- ヘアメイク：中原雅子
- 歌唱指導：横田裕市
- 演出助手：山下茜
- 舞台監督：深見信生
- 制作：たけいけいこ
- WEB制作：メテオデザイン
- 宣伝：高見敦、浜口奈津子、染谷まどか
- 票券：河野英明、十文字優香
- 宣伝美術：弾デザイン事務所
- 宣伝写真：岩田えり
- 宣伝衣裳：高山良昭
- 宣伝ヘアメイク：ヘアメイクBELLEZZE
- プロデューサー：石橋千尋 （エイベックス・エンタテインメント）、神戸丈志（クオーレ）
- 協力：映画「弥生、三月」製作委員会
- 企画：エイベックス・エンタテインメント
- 製作：エイベックス・エンタテインメント、クオーレ
- 主催（東京公演）：エイベックス・エンタテインメント、クオーレ、サンライズプロモーション東京
- 主催（京都公演・大阪公演）：エイベックス・エンタテインメント、クオーレ
- 主催（名古屋公演）：中京テレビ放送